# Nomia westwoodi
Nomia westwoodi är en biart som beskrevs av Giovanni Gribodo 1894.
Nomia westwoodi ingår i släktet Nomia och familjen vägbin. Inga underarter finns listade i Catalogue of Life.